# Stearato di calcio
Lo stearato di calcio è il sale di calcio dell'acido stearico. A temperatura ambiente si presenta come una polvere cerosa bianca, insolubile in acqua.
È un componente di alcuni lubrificanti, tensioattivi e molti prodotti alimentari. 

## Produzione e presenza
Lo stearato di calcio viene prodotto riscaldando l'acido stearico e l'ossido di calcio:
{\displaystyle {\ce {2 C17H35COOH + CaO -> (C17H35COO)2Ca + H2O}}}
È anche il componente principale della schiuma di sapone, un solido bianco che si forma quando il sapone viene miscelato con acqua dura. A differenza dei saponi contenenti sodio e potassio, lo stearato di calcio è insolubile in acqua e non si insapona bene. Commercialmente viene venduto come una dispersione del 50% in acqua o come polvere essiccata a spruzzo. Come additivo alimentare è noto con il numero E generico E470.

## Applicazioni
Lo stearato di calcio è un materiale ceroso con bassa solubilità in acqua, a differenza dei tradizionali saponi al sodio e al potassio. È anche facile ed economico da produrre e presenta una bassa tossicità. Questi attributi sono la base di molte delle sue applicazioni. Esistono applicazioni correlate per lo stearato di magnesio. Viene utilizzato infatti:
- come agente di flusso e condizionatore di superficie in alcune caramelle come Smarties, Gobstopper e Sprees.
- come agente impermeabilizzante per tessuti.
- come lubrificante in matite e pastelli.
- nel controllo dell'efflorescenza dei prodotti cementizi utilizzati nella produzione di unità di muratura in calcestruzzo, nonché per l'impermeabilizzazione.[4]
- come lubrificante nella produzione di carta e cartone., per fornire una buona brillantezza, prevenendo la formazione di polvere e incrinature.[5]
- nell'industria delle materie plastiche può agire da detergente acido o da neutralizzante a concentrazioni fino a 1000 ppm, o anche da lubrificante e da agente di rilascio. Può essere utilizzato nei concentrati di coloranti per plastiche per migliorare la bagnatura dei pigmenti. In PVC rigido, può accelerare la fusione, migliorare il flusso e ridurre il rigonfiamento degli stampi.
- nel settore della cura personale e della farmaceutica.
- come un componente di alcuni tipi di agenti antischiuma.
- come agente antiagglomerante.[6]